# Alte Börse (Breslau)

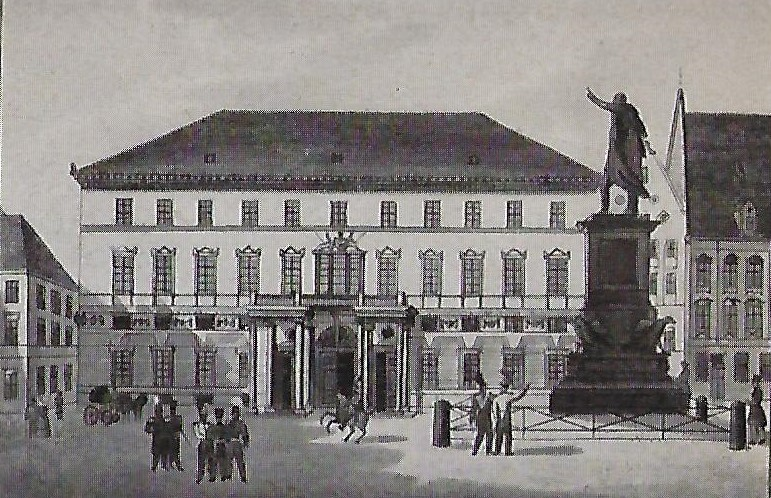
Alte Börse und Blücher-Denkmal

Die Alte Börse ist ein spätklassizistisches Gebäude am Salzring (früher Blücherplatz, poln. Plac solny).

## Geschichte
Das Gebäude entstand zwischen 1822 und 1824 nach einem Entwurf des Architekten Carl Ferdinand Langhans. Es wurde zunächst für den Verein für christliche Kaufleute erbaut und Ende des 19. Jahrhunderts umgebaut. Vor dem Gebäude stand das Blücherdenkmal (Breslau) von Christian Daniel Rauch. Bis in die Zwischenkriegszeit war das Gebäude der Sitz der Schlesischen Gesellschaft für vaterländische Kultur. Heute wird es zum Teil von der T-Mobile Polska genutzt. In den Kellergewölben befinden sich zwei Restaurants.

## Architektur
Das Gebäude wurde im Stil des Klassizismus erbaut. An der Vorderfront dominieren die vier Säulen, die einen repräsentativen Balkon tragen. Über dem Eingangsportal halten zwei Engel ein Medaillon mit der Darstellung eines großen goldenen „W“, das für den Anfangsbuchstaben von Wratislavia steht. Die Vorhalle des Hauses ist mit großzügigen Fenstern ausgestattet.

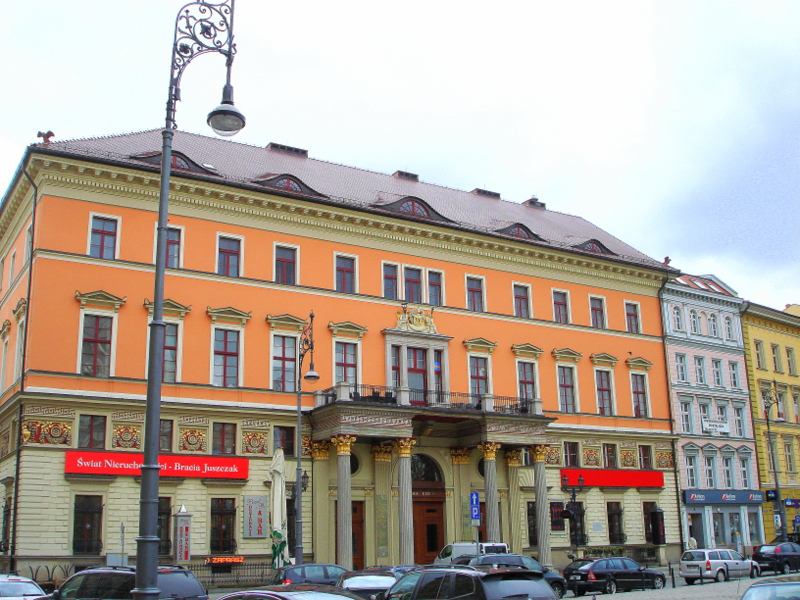
Alte Börse am Salzmarkt
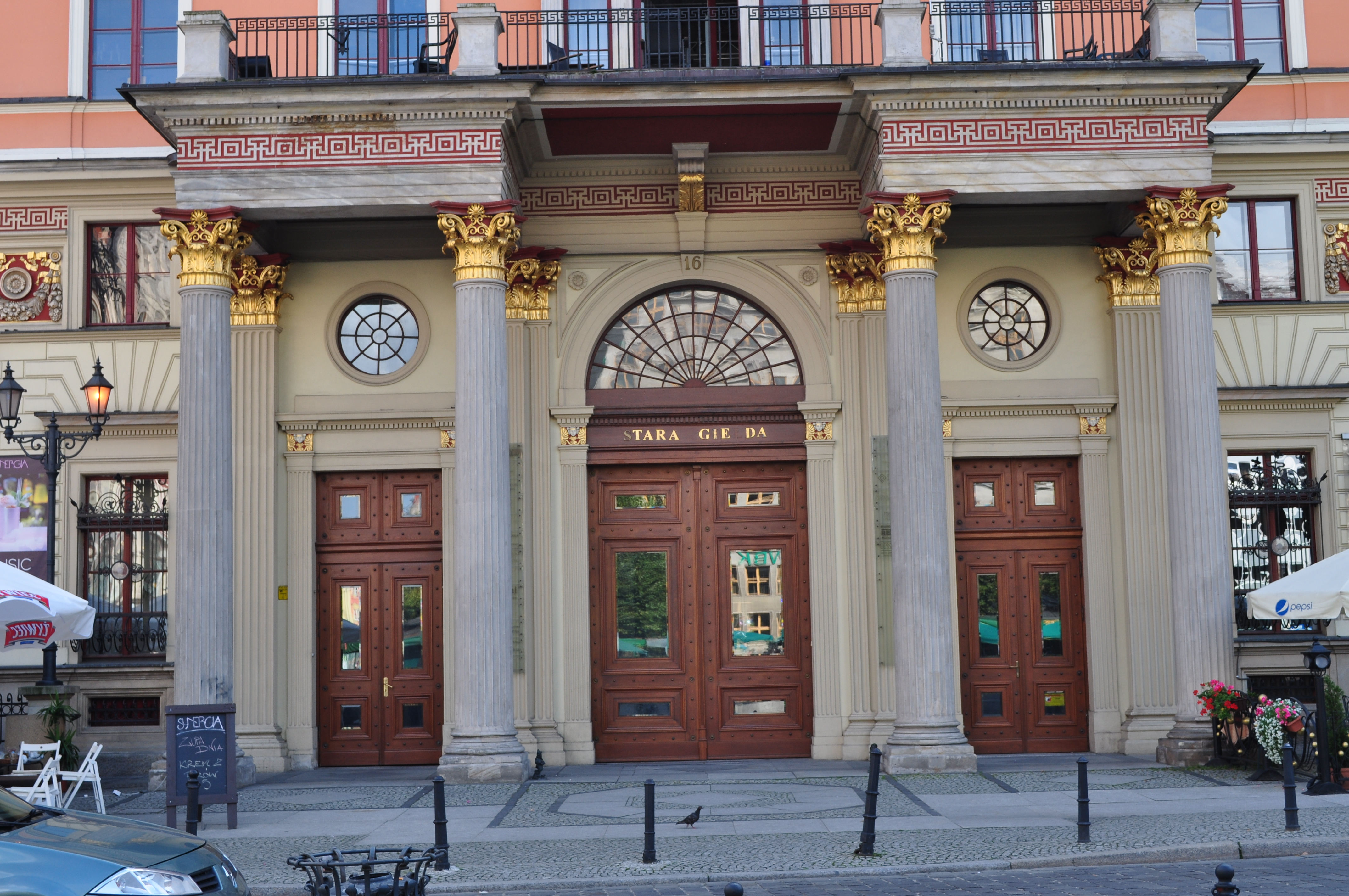
Eingangsportal
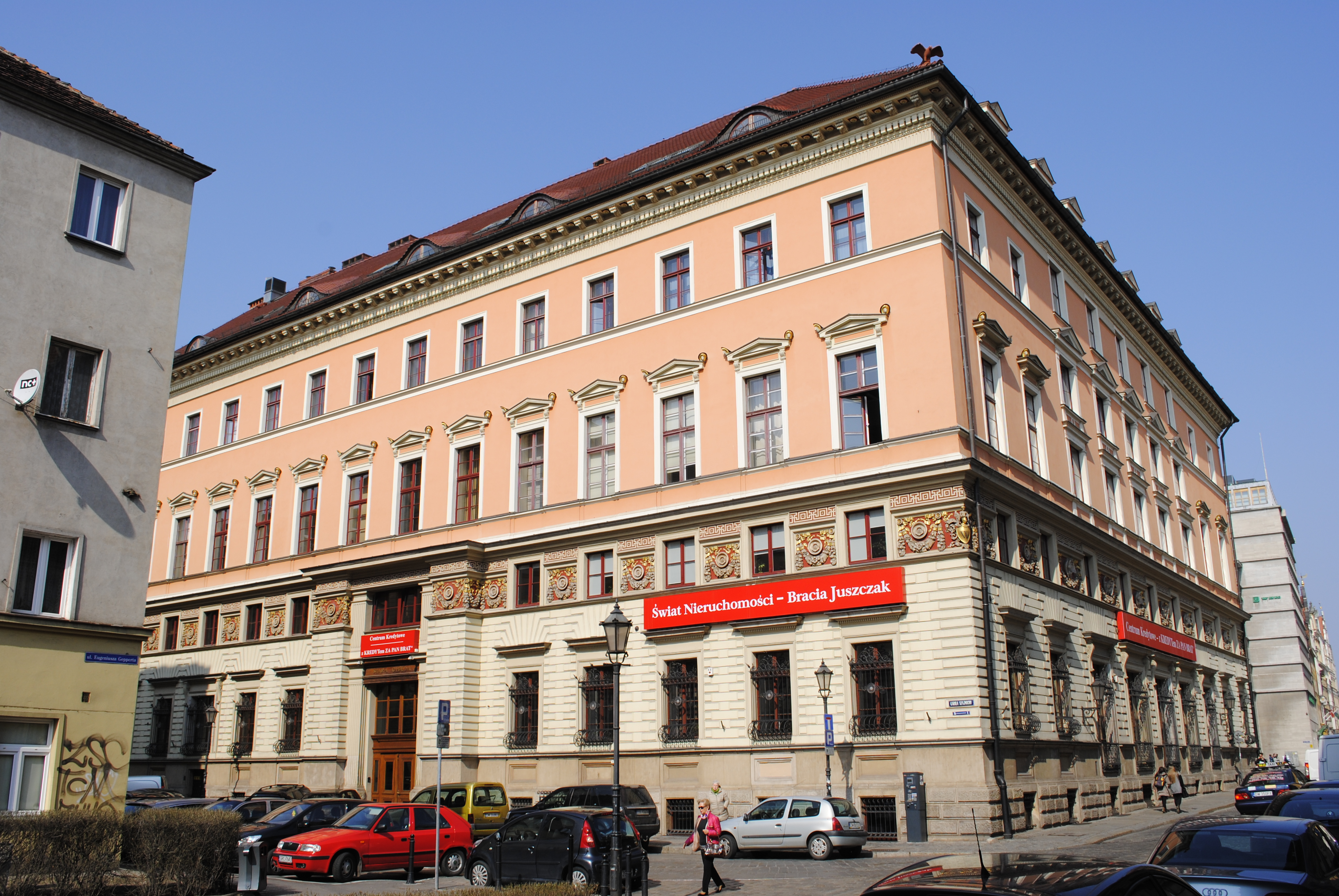
Rückansicht